# I giocatori di carte
I giocatori delle grandi carte è una serie di dipinti a olio su tela (47,5x57 cm) realizzati  da Paul Cézanne tra il 1890 e il 1895. La versione qui presente è conservata nel "Courtauld Institute of Art" di Londra, mentre le altre quattro al: "Barnes Foundation" di Philadelphia, al "Metropolitan Museum of Art" di New York, al  "Musée d'Orsay" di Parigi e nella collezione privata della famiglia reale del Qatar. Infatti, sul  tema della partita a carte Cézanne dipinse cinque differenti versioni.

## Storia
Uno studio preparatorio dell'opera è stato venduto il primo maggio 2012 al valore di 19.122.500 dollari. Una delle versioni, invece, risulterebbe essere il quadro più pagato al mondo: come detto in precedenza, nel 2011 la famiglia reale del Qatar avrebbe acquistato una versione dagli eredi dell'armatore greco George Embricos per la cifra di 250 milioni di dollari, battendo il precedente record di 140 milioni detenuto da Numero 5 di Jackson Pollock.

## Descrizione
In questa versione due uomini in un'osteria di paese stanno giocando a carte davanti ad uno specchio. La tela si presenta con uno schema fortemente geometrizzato, che conferisce ai due personaggi dignità classica, pur rimanendo un'immagine di contemplazione pura e senza pathos (le due figure sono compagne di gioco in un'opposizione consensuale). Distorcendo la visione prospettica, Cézanne riesce ad ottenere il massimo grado di centralità, che risulti credibile in una scena di vita vissuta: questo lieve scarto dal centro è un acuto stratagemma per evitare il rischio che l'opera risulti troppo artefatta: le cose non ci si presentano mai in uno stato di perfetto equilibrio.
Tutta la tela è costituita da abbassamenti di tono dei colori blu, giallo e rosso. Le pennellate si compongono a tasselli (campiture), e talvolta si presentano solitarie e sintetiche, come il riflesso sulla bottiglia o il semplice tratto che descrive l'occhio infossato del giocatore di destra.
L'impianto figurativo viene costruito attraverso l'accostamento di chiazze di colore caldo (come quelli del tavolo, della tovaglia e dell'uomo a destra) che si contrappongono ai toni freddi (dello sfondo e del giocatore di sinistra).
Inoltre Cézanne fa un sapiente uso delle linee; con quella retta evidenzia la sicurezza dell'uomo alla nostra sinistra e con quella curva sottolinea l'incertezza di quello a destra che probabilmente perderà la partita.
L'atmosfera che Cézanne fa respirare allo spettatore è di apparente tranquillità, dietro la quale si cela, probabilmente, una certa tensione visibile nella rigidità dei corpi conferita attraverso la solidità della forma.
Nel dipinto Cézanne, non rende solo un'impressione, ma anche una descrizione del senso interno all'azione, come se fosse la sintesi destinata a permanere nella mente, quasi calcificata e sotto forma di ricordo.